# Bo Nyman
Bo Carl Gösta Nyman, född 16 augusti 1923 i Sundsvalls församling, Sundsvall, död 12 januari 1995 i Högalids församling, Stockholm, var en svensk företagsledare, känd som innehavare av ABN-bolagen.
Bo Nyman hade varit skidlärare och även arbetat i sin fars bokhandel i Sundsvall innan han i början av 1950-talet flyttade till Stockholm. 1957 överlät Axel Wenner-Grens holdingbolag Fulcrum genom Birger Strid, en av Wenner-Grens förtrogna, Svenska Reläfabriken och Eksjöverken till Nyman som skapade ABN-bolagen (AB Bo Nyman). Bo Nyman blev chef (disponent) för en verksamhet med 600 personer. Han hade aldrig tidigare lett ett företag. Verksamheten kom att innefatta datorutveckling i Alwac 8000 och Wegematic 1000 samt snabbtelefoni och järnvägstelefoni. 1961 köpte Strid och Fulcrum tillbaka ABN-bolagen av Nyman. Fulcrum ställde in betalningarna i december 1961.

## Fotnoter
1. ↑  Sveriges befolkning, 1940
2. ↑  Sveriges dödbok 1860–2017
3. 1 2 3  http://www.brevikshistoria.n.nu/komplettering-till-kapitel-5
4. ↑  ”Bollmora blev aldrig Silicon Valley, Computer Sweden nr 62 2004”. Arkiverad från originalet den 7 november 2013. https://web.archive.org/web/20131107160423/http://www.idg.se/2.10186/1.225749/bollmora-blev-aldrig-silicon-valley. Läst 17 juni 2013.
5. ↑  Hallberg, Tord Jöran (2007). ”Alwac och Wegematic”. IT-gryning. Studentlitteratur. sid. 191-220. ISBN 978-91-44-03501-7
6. ↑  ”3.1 The Donator, Axel Leonard Wenner-Gren”. Arkiverad från originalet den 12 april 2010. https://web.archive.org/web/20100412004528/http://users.abo.fi/atorn/History/Page20.html. Läst 17 juni 2013.